# Thoras
Thoras is een gemeente in het Franse departement Haute-Loire (regio Auvergne-Rhône-Alpes) en telt 271 inwoners (1999). De plaats maakt deel uit van het arrondissement Brioude. Op 1 januari 2016 werd de voormalige gemeente Croisances opgeheven en bij Thoras gevoegd.

## Geografie
De oppervlakte van Thoras bedraagt 39,5 km², de bevolkingsdichtheid is 6,9 inwoners per km².
De onderstaande kaart toont de ligging van Thoras met de belangrijkste infrastructuur en aangrenzende gemeenten.

## Demografie
Onderstaande figuur toont het verloop van het inwonertal (bron: INSEE-tellingen).